# اوینگتون (ویرجینیا)
اوینگتون (به انگلیسی: Evington) یک منطقهٔ مسکونی در ایالات متحده آمریکا است که در شهرستان کمبل، ویرجینیا واقع شده‌است. اوینگتون ۲۱۲٫۱۴ متر بالاتر از سطح دریا واقع شده‌است.